# Eliminatorias Sudamericanas de Futsal 2020
Las Eliminatorias Sudamericanas de Futsal 2020 fue el torneo clasificatorio de las selecciones nacionales masculinas de futsal del continente sudamericano afiliadas a la Conmebol, el cual entregó  cuatro plazas para la Copa Mundial de fútbol sala de la FIFA 2020 que se realizará  en Lituania en el mes de septiembre.
Las eliminatorias fue realizada en Brasil, del 1 al 9 de febrero en el Centro de Eventos Sérgio Luiz Guerra de la ciudad de Carlos Barbosa (Rio Grande do Sul).

## Equipos participantes
Las diez selecciones nacionales de futsal de Sudamérica, en representación de sus respectivas asociaciones miembros de la Conmebol, participarán en esta competición.
- Argentina
- Bolivia
- Brasil
- Chile
- Colombia
- Ecuador
- Paraguay
- Perú
- Uruguay
- Venezuela

## Primera fase
El calendario del torneo se anunció el 27 de enero de 2020.

### Grupo A
| Equipo   | Pts | PJ | PG | PE | PP | GF | GC | Dif | Clasificación                     |
| -------- | --- | -- | -- | -- | -- | -- | -- | --- | --------------------------------- |
| Brasil   | 12  | 4  | 4  | 0  | 0  | 21 | 0  | 21  | Semifinales y Mundial Futsal 2020 |
| Paraguay | 9   | 4  | 3  | 0  | 1  | 11 | 5  | 6   | Semifinales y Mundial Futsal 2020 |
| Colombia | 6   | 4  | 2  | 0  | 2  | 9  | 9  | 0   | Quinto Lugar play-off             |
| Perú     | 1   | 4  | 0  | 1  | 3  | 4  | 15 | –11 | Séptimo lugar play-off            |
| Ecuador  | 1   | 4  | 0  | 1  | 3  | 4  | 20 | –16 | Noveno Lugar play-off             |

| 1 de febrero de 2020 | Brasil        | 3:0 (1:0) | Colombia | Centro de Eventos Sérgio Guerra, Carlos Barbosa |  |
| 16:00                | Gadeia · Pito | Reporte   |          |                                                 |  |

| 1 de febrero de 2020 | Perú                | 2:2 (2:1) | Ecuador               | Centro de Eventos Sérgio Guerra, Carlos Barbosa |  |
| 20:00                | Barrantes · Ramírez | Reporte   | Quintilla · Izquierdo |                                                 |  |

- Equipo libre:  Paraguay.

| 2 de febrero de 2020 | Brasil                   | 2:0 (1:0) | Paraguay | Centro de Eventos Sérgio Guerra, Carlos Barbosa |  |
| 16:00                | Gadeia · Marlon Oliveira | Reporte   |          |                                                 |  |

| 2 de febrero de 2020 | Colombia                                | 5:1 (3:0) | Ecuador | Centro de Eventos Sérgio Guerra, Carlos Barbosa |  |
| 20:00                | Caro · Gómez · Díaz · Giraldo · Sánchez | Reporte   | Caicedo |                                                 |  |

- Equipo libre:  Perú.

| 3 de febrero de 2020 | Perú    | 1:3 (0:1) | Colombia                 | Centro de Eventos Sérgio Guerra, Carlos Barbosa |  |
| 18:00                | Saravia | Reporte   | Caro · Díaz · Echavarría |                                                 |  |

| 3 de febrero de 2020 | Ecuador | 1:2 (0:1) | Paraguay       | Centro de Eventos Sérgio Guerra, Carlos Barbosa |  |
| 20:00                | Jerson  | Reporte   | Gómez · Rejala |                                                 |  |

- Equipo libre:  Brasil.

| 5 de febrero de 2020 | Brasil                                                                                              | 11:0 (7:0) | Ecuador | Centro de Eventos Sérgio Guerra, Carlos Barbosa |  |
| 16:00                | Gadeia · Marlon Araújo · Leozinho · Rocha · Bruno Ramos · Jean Guisel · Dyego Zuffo · Rodrigo Hardy | Reporte    |         |                                                 |  |

| 5 de febrero de 2020 | Perú   | 1:5 (0:2) | Paraguay                           | Centro de Eventos Sérgio Guerra, Carlos Barbosa |  |
| 20:00                | Tavere | Reporte   | Marecos · Salas · Martínez · Ayala |                                                 |  |

- Equipo libre:  Colombia.

| 6 de febrero de 2020 | Paraguay | 4:1 (1:1) | Colombia | Centro de Eventos Sérgio Guerra, Carlos Barbosa |  |
| 18:00                |          | Reporte   |          |                                                 |  |

| 6 de febrero de 2020 | Brasil | 5:0 (2:0) | Perú | Centro de Eventos Sérgio Guerra, Carlos Barbosa |  |
| 20:00                |        | Reporte   |      |                                                 |  |

- Equipo libre:  Ecuador.

### Grupo B
| Equipo    | Pts | PJ | PG | PE | PP | GF | GC | Dif | Clasificación                     |
| --------- | --- | -- | -- | -- | -- | -- | -- | --- | --------------------------------- |
| Argentina | 12  | 4  | 4  | 0  | 0  | 14 | 3  | 11  | Semifinales y Mundial Futsal 2020 |
| Venezuela | 9   | 4  | 3  | 0  | 1  | 12 | 5  | 7   | Semifinales y Mundial Futsal 2020 |
| Uruguay   | 6   | 4  | 2  | 0  | 2  | 7  | 10 | –3  | Quinto Lugar play-off             |
| Chile     | 3   | 4  | 1  | 0  | 3  | 11 | 11 | 0   | Séptimo lugar play-off            |
| Bolivia   | 0   | 4  | 0  | 0  | 4  | 1  | 16 | –15 | Noveno Lugar play-off             |

| 1 de febrero de 2020 | Uruguay        | 2:0 (0:0) | Bolivia | Centro de Eventos Sérgio Guerra, Carlos Barbosa |  |
| 14:00                | Sosa · Navarro | Reporte   |         |                                                 |  |

| 1 de febrero de 2020 | Argentina          | 2:1 (1:0) | Venezuela | Centro de Eventos Sérgio Guerra, Carlos Barbosa |  |
| 18:00                | Vaporaki · Trípodi | Reporte   | Viamonte  |                                                 |  |

- Equipo libre:  Chile.

| 2 de febrero de 2020 | Venezuela                    | 3:0 (2:0) | Bolivia | Centro de Eventos Sérgio Guerra, Carlos Barbosa |  |
| 14:00                | Viamonte · Vidal · Fernández | Reporte   |         |                                                 |  |

| 2 de febrero de 2020 | Argentina                           | 4:1 (3:1) | Chile    | Centro de Eventos Sérgio Guerra, Carlos Barbosa |  |
| 18:00                | Taborda · Brandi · Tripodi · Basile | Reporte   | Martínez |                                                 |  |

- Equipo libre:  Uruguay.

| 3 de febrero de 2020 | Uruguay | 1:5 (1:1) | Venezuela                                  | Centro de Eventos Sérgio Guerra, Carlos Barbosa |  |
| 14:00                | Ataides | Reporte   | M. Francia · W. Francia · Suárez · Murillo |                                                 |  |

| 3 de febrero de 2020 | Chile                                | 6:1 (2:1) | Bolivia | Centro de Eventos Sérgio Guerra, Carlos Barbosa |  |
| 16:00                | Carrasco · Martínez · Pérez · Chacon | Reporte   | Valda   |                                                 |  |

- Equipo libre:  Argentina.

| 5 de febrero de 2020 | Uruguay                   | 3:2 (0:0) | Chile             | Centro de Eventos Sérgio Guerra, Carlos Barbosa |  |
| 14:00                | Ataides · Varietti · Luna | Reporte   | Martínez · Chacon |                                                 |  |

| 5 de febrero de 2020 | Argentina                                 | 5:0 (3:0) | Bolivia | Centro de Eventos Sérgio Guerra, Carlos Barbosa |  |
| 18:00                | Corso · Trípodi · G. Vaporaki · Cuzzolino | Reporte   |         |                                                 |  |

- Equipo libre:  Venezuela.

| 6 de febrero de 2020 | Chile | 2:3 (1:1) | Venezuela | Centro de Eventos Sérgio Guerra, Carlos Barbosa |  |
| 14:00                |       | Reporte   |           |                                                 |  |

| 6 de febrero de 2020 | Argentina | 3:1 (1:0) | Uruguay | Centro de Eventos Sérgio Guerra, Carlos Barbosa |  |
| 16:00                |           | Reporte   |         |                                                 |  |

- Equipo libre:  Bolivia.

## Segunda fase

### Fase  de eliminatorias
|  | Semifinales  | Semifinales |                       |   | Final | Final |
|  |              |             |                       |   |       |       |
|  | 8 de febrero |             |                       |   |       |       |
|  |              |             |                       |   |       |       |
|  | Venezuela    | 0           |                       |   |       |       |
|  | Venezuela    | 0           | 9 de febrero          |   |       |       |
|  | Brasil       | 3           |                       |   |       |       |
|  | Brasil       | 3           | Brasil                | 1 |       |       |
|  | 8 de febrero |             | Brasil                | 1 |       |       |
|  |              | Argentina   | 3                     |   |       |       |
|  | Argentina    | Argentina   | 3                     | 2 |       |       |
|  | Argentina    |             |                       | 2 |       |       |
|  | Paraguay     | 0           |                       |   |       |       |
|  | Paraguay     | 0           | Tercer Lugar play-off |   |       |       |
|  |              |             |                       |   |       |       |
|  | 9 de febrero |             |                       |   |       |       |
|  |              |             |                       |   |       |       |
|  | Venezuela    | 2           |                       |   |       |       |
|  | Venezuela    | 2           |                       |   |       |       |
|  | Paraguay     | 6           |                       |   |       |       |

|  | Quinto Lugar play-off |   |
|  |                       |   |
|  | 8 de febrero          |   |
|  |                       |   |
|  | Colombia              | 4 |
|  | Colombia              | 4 |
|  | Uruguay               | 0 |
|  | Uruguay               | 0 |

|  | Séptimo Lugar play-off |       |
|  |                        |       |
|  | 8 de febrero           |       |
|  |                        |       |
|  | Perú                   | 1 (4) |
|  | Perú                   | 1 (4) |
|  | Chile                  | 1 (5) |
|  | Chile                  | 1 (5) |

|  | Noveno Lugar play-off |   |
|  |                       |   |
|  | 8 de febrero          |   |
|  |                       |   |
|  | Ecuador               | 2 |
|  | Ecuador               | 2 |
|  | Bolivia               | 0 |
|  | Bolivia               | 0 |

### Semifinales
| 8 de febrero de 2020 | Brasil | 3:0 (2:0) | Venezuela | Centro de Eventos Sérgio Luiz Guerra, Carlos Barbosa |  |
| 11:00                |        | Reporte   |           |                                                      |  |

| 8 de febrero de 2020 | Argentina | 2:0 (2:0) | Paraguay | Centro de Eventos Sérgio Luiz Guerra, Carlos Barbosa |  |
| 13:00                |           | Reporte   |          |                                                      |  |

### Noveno Lugar play-off
| 8 de febrero de 2020 | Ecuador | 2:0 (0:0) | Bolivia | Centro de Eventos Sérgio Luiz Guerra, Carlos Barbosa |  |
| 15:00                |         | Reporte   |         |                                                      |  |

### Séptimo lugar play-off
| 8 de febrero de 2020 | Perú | 1:1 (1:1) (4:5 p.) | Chile | Centro de Eventos Sérgio Luiz Guerra, Carlos Barbosa |  |
| 17:00                |      | Reporte            |       |                                                      |  |

### Quinto Lugar play-off
| 8 de febrero de 2020 | Colombia | 4:0 (2:0) | Uruguay | Centro de Eventos Sérgio Luiz Guerra, Carlos Barbosa |  |
| 19:00                |          | Reporte   |         |                                                      |  |

### Tercer Lugar play-off
| 9 de febrero de 2020 | Venezuela | 2:6 (1:2) | Paraguay | Centro de Eventos Sérgio Luiz Guerra, Carlos Barbosa |  |
| 11:00                |           | Reporte   |          |                                                      |  |

### Final
| 9 de febrero de 2020 | Brasil | 1:3 (1:1) | Argentina                    | Centro de Eventos Sérgio Luiz Guerra, Carlos Barbosa |  |
| 13:00                |        | Reporte   | Borruto · Viporaki · Taborda |                                                      |  |

## Clasificación general
| Equipos clasificados para la Copa Mundial de Fútbol Sala FIFA 2020 |

| Rank              | Team      |
| ----------------- | --------- |
| Medalla de oro    | Argentina |
| Medalla de plata  | Brasil    |
| Medalla de bronce | Paraguay  |
| 4                 | Venezuela |
| 5                 | Colombia  |
| 6                 | Uruguay   |
| 7                 | Chile     |
| 8                 | Perú      |
| 9                 | Ecuador   |
| 10                | Bolivia   |

## Clasificados a la Copa Mundial de fútbol sala de la FIFA 2020
| Bandera de Argentina  | Bandera de Brasil  | Bandera de Paraguay  | Bandera de Venezuela  |
| Argentina 1.° Grupo B | Brasil 1.° Grupo A | Paraguay 2.° Grupo A | Venezuela 2.° Grupo B |